# Карло Бацці
Карло Бацці (італ. Carlo Bazzi; 1875, Турин, Італія — 1947, Мілан, Італія) — італійський художник-пейзажист та художник-реаліст.

## Біографія
Карло Бацці народився в Турині. Вивчав живопис в Академії образотворчих мистецтв Брери (Джузеппе Бертіні) і Vespasiano Bignami. 
На Трієнале образотворчого мистецтва 1897 року він виставив «Інтер'єр», здобувши велику популярність у Мілані завдяки картині «На сонці», представленій у Мілані в 1898 році. Він зосередився на пейзажах, віддаючи перевагу гірським або морським сценам, написаним на пленері.
На початку століття працював переважно пейзажистом, спеціалізуючись на зображенні гірських краєвидів, особливо тих, які писав на околицях озера Комо.
1906 він відкрив художню скляну майстерню в Мілані з художником Сальваторе Корвайя.. Він був художнім керівником заводу, що спеціалізується на техніці Емалі-Тюбе або інтубації. Ця техніка включає малювання кольоровими емалями в межах контуру, виконаного з використанням рельєфної емалі, що замінює візири ущільнювачів скла. Корвайя керував заводом до 1934 року. Завод припинив свою діяльність 1948 році. Вітражі виробництва Corvaya та Bazzi є в таких міланських будівлях, як Банк Італії на вулиці Cordusio, Амброзіанська бібліотека.
З 1937 року Арріго Парнісарі став учнем Карло Бацці, від якого, як і багато інших художників свого часу, він отримав вплив веристичного руху.
Його мальовничі твори з'являються у збірці Banca Commerciale Italiana, потім об'єднані з зображенням Banca Intesa.

## Критична оцінка
Carlo Bazzi сьогодні переосмислюється критиками як один із найпослідовніших і найточніших інтерпретаторів ломбардського пейзажу кінця XIX століття та першої половини XX століття. Його живопис, укорінений у традиції натуралізму та сформований під впливом школи Брера, вирізняється контрольованим використанням світла, тональними дослідженнями (тоналізм) та інтимною атмосферністю — особливо у зображенні видів озер і ломбардського сільського пейзажу.
Оминаючи експерименти авангардних течій, Бацці розвинув стриману й ліричну мову живопису, подібну за чуттєвістю до таких майстрів, як Eugenio Gignous, Francesco Filippini і Carlo Cressini. Його творчість поступово відроджується в контексті нового інтересу до регіональних італійських шкіл живопису, з особливим акцентом на етико-поетичний вимір пейзажу.
Деякі його картини великого формату, підписані й датовані, нині вважаються такими, що мають значну музейну та колекційну цінність, і дедалі більше привертають увагу з боку міжнародного арт-ринку.

## Виставки
- Національна виставка Мілана, 1984
- Триєнале 1900 року, з його найважливішою роботою «Схід сонця у Сплюзі» (Levata del sole allo Spluga), 1900[8][9]
- Національна художня виставка Брера з роботою "Verso sera", 1922

## Музеї
- Сучасна художня галерея, Мілан, живопис
- Палац Банк Італії (Banca d'Italia), Мілан, художнє вітражне скло
- Colleccioni d'Arte della Fondazione Cariplo, Milan, живопис
- Амброзіанська Бібліотека, Мілан, художній вітраж
- Амброзіанська Пінакотека, Мілан, художній вітраж
- Церква Святого Йосипа в поліклініці, Мілан, художній вітраж
- Вілла делла Рейна (Маргерита-ді-Савоя), Бордігера, художній вітраж
- Società e Artisti Patriottica Мілан, живопис
- Аукціони Raccolte dell'Ospedale Maggiore, Мілан, Живопис
- Pinacoteca Verbanese, Magazzeno Storico Verbanese, Вербанія, Intra, Живопис

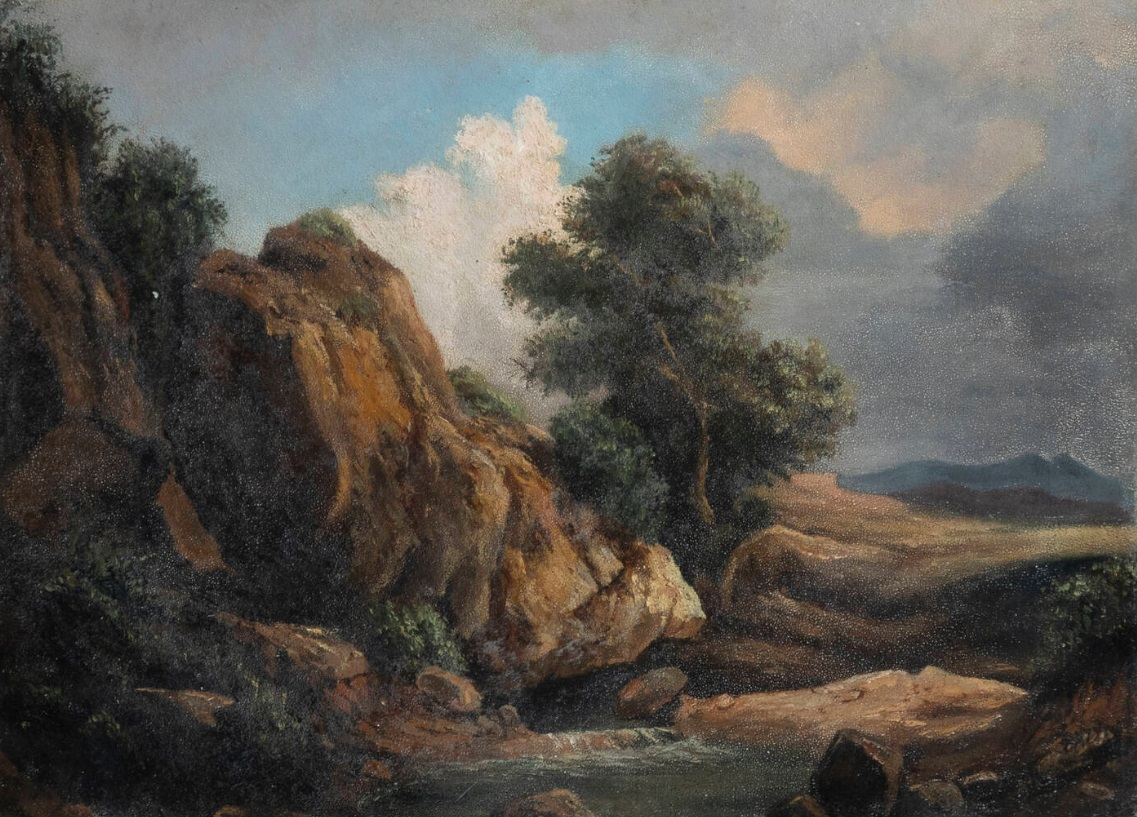
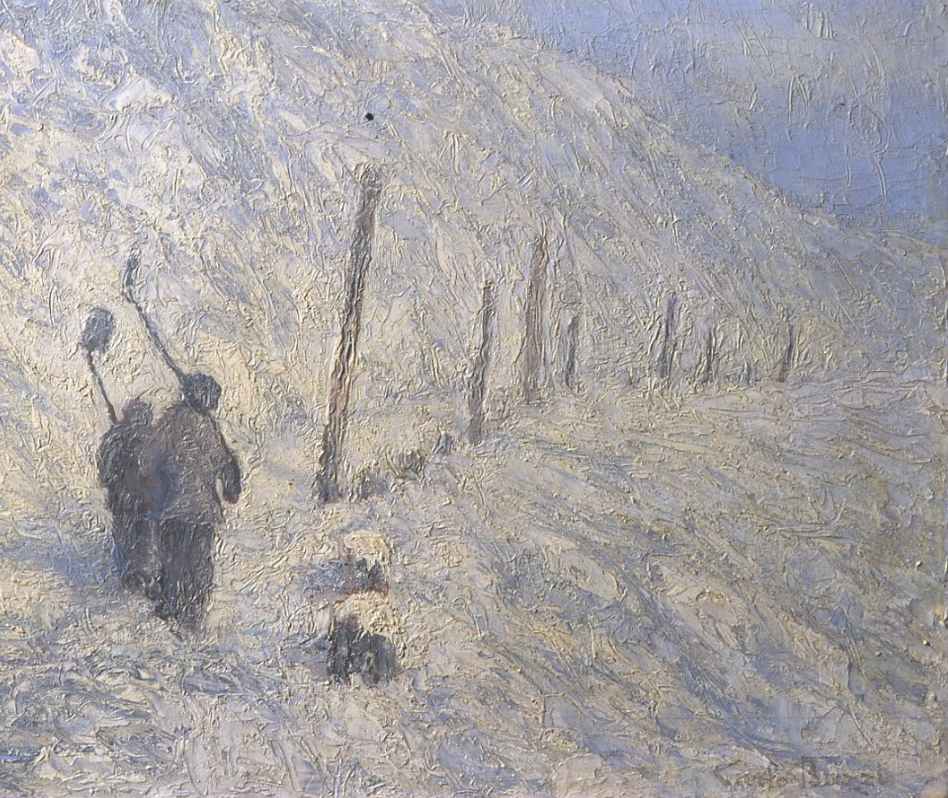
Carlo Bazzi, "Lo Spluga", Banca Intesa Sanpaolo, Gallerie d'Italia
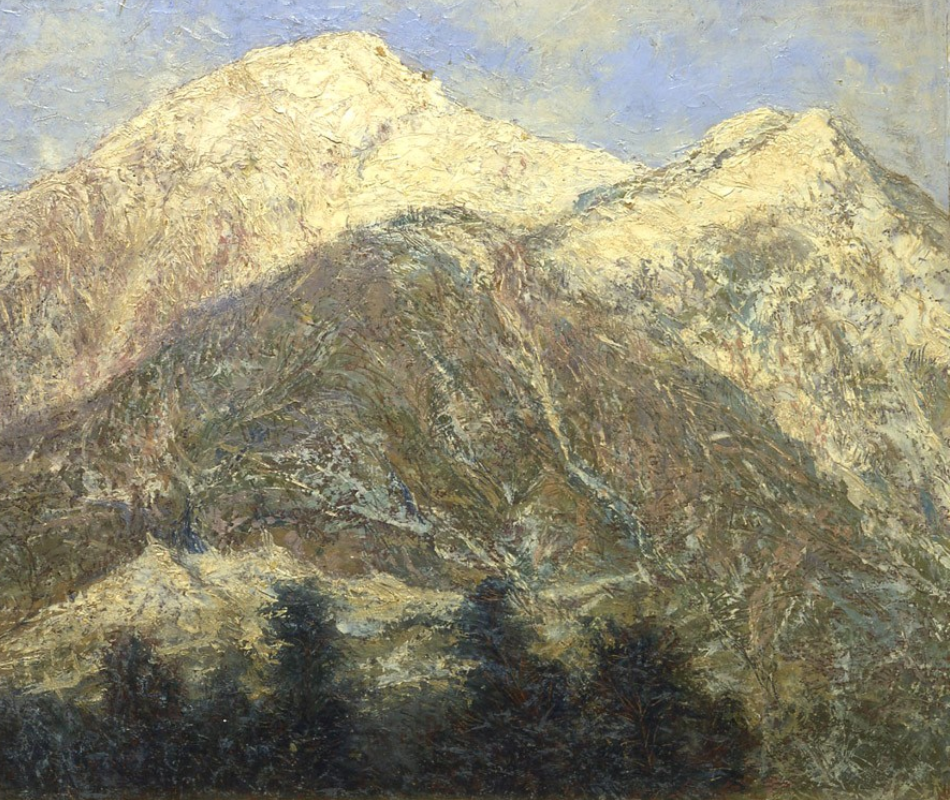
Carlo Bazzi, "L'alta valle d'Ayas", Banca Intesa Sanpaolo, Gallerie d'Italia
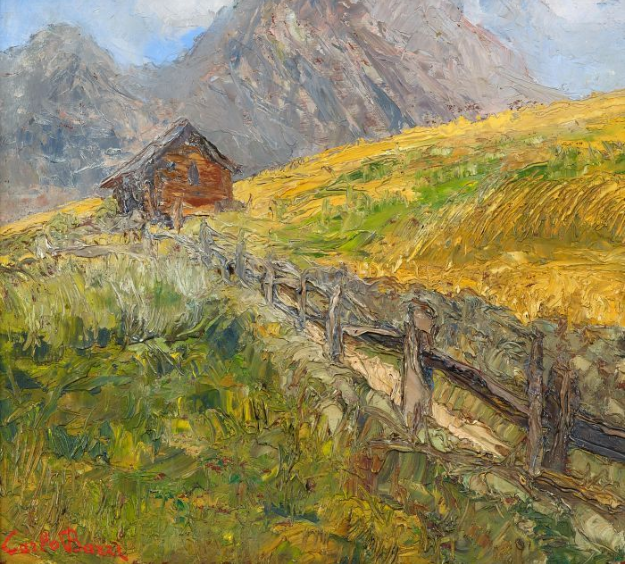
Carlo Bazzi, "Lierna Lake Como"
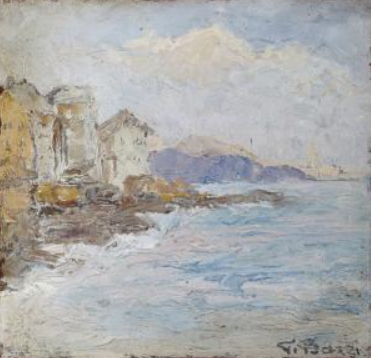
Carlo Bazzi, "Portofino"
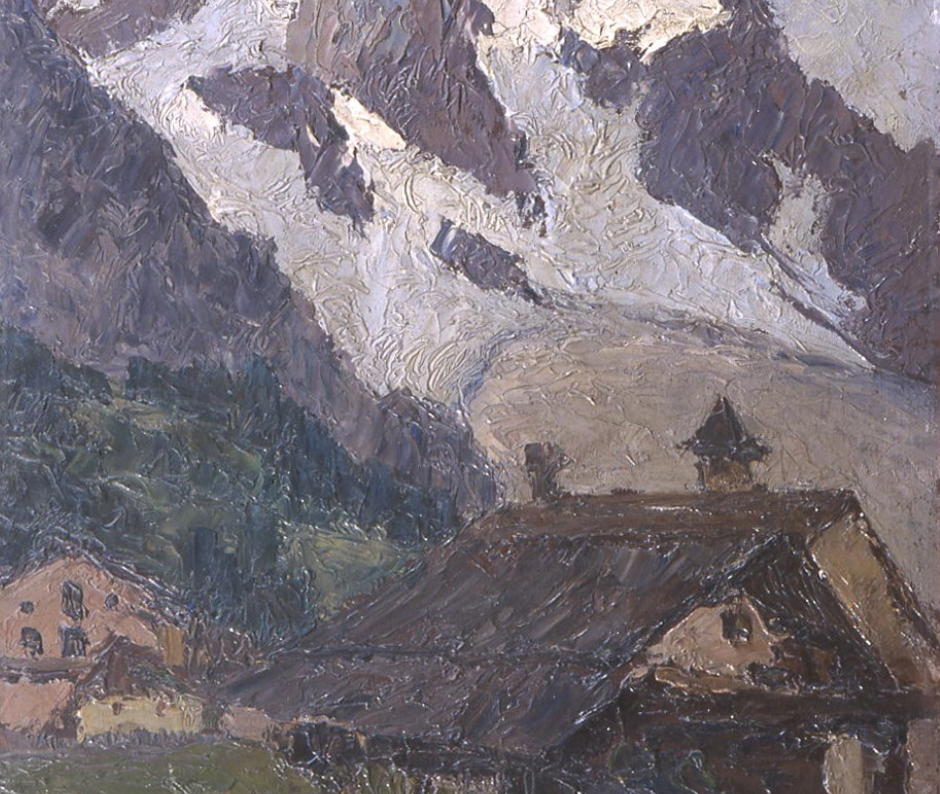
Carlo Bazzi, "Pomeriggio a Entreves", Banca Intesa Sanpaolo, Gallerie d'Italia